# حسنعلی دولتشاهی
حسنعلی میرزا دولتشاهی (زاده ۱۲۵۹ خورشیدی در کرمانشاه) ملقب به معین خلوت از شاهزادگان قاجار و مالکان منطقه گلپایگان و نماینده مجلس شورای ملی در دوران  پهلوی بود.
حسنعلی میرزا فرزند سلطان ابراهیم میرزا مشکوةالدوله از خاندان دولتشاهی قاجار در کرمانشاه بود. املاک زیادی در گلپایگان خرید و از مالکان بزرگ آن سامان شد. در سال ۱۳۰۷ به نمایندگی از گلپایگان و خوانسار در مجلس شورای ملی انتخاب شد و تا شش دوره بعد این کرسی را حفظ کرد. به گفته دکتر عبدالله معظمی که پس از او نماینده خوانسار و گلپایگان شد، تنها سابقه حسنعلی میرزا با گلپایگان و خوانسار این بود که «پدرش را اهالی گلپایگان در میدان توپخانه از درشگه پایین کشیده و کتک زده بودند».
حسنعلی میرزا برادر محمدعلی میرزا (مشکوةالدوله) وزیر پست و تلگراف دوره رضاشاه بود. برادر دیگرش ِغلامعلی میرزا (مجلل‌الدوله) رئیس تشریفات دربار رضاشاه و پدر عصمت دولتشاهی آخرین همسر رضاشاه بود. پسرش عمادالدین دولتشاهی نیز پژوهشگر تاریخ و زبانهای باستانی ایران بود.